# Doğan Holding
Doğan Holding – tureckie przedsiębiorstwo, działające w wielu branżach, m.in. w energetyce, mediach, handlu, przemyśle, ubezpieczeniach i turystyce. Zostało założone 22 września 1980 roku w Stambule. Założycielem był Aydın Doğan. Zatrudnia 16 tys. ludzi. Ma udziały w 200 firmach w 20 krajach.

## Niektóre spółki zależne

### Handel
- Doğan Otomobilcilik(inne języki)
- Milpa
- Hürriyet Pazarlama

### Energetyka
- Petrol Ofisi
- akcje w Aslancık (25%) i Boyabat (33%)

### Przemysł
- Çelik Halat ve Tel Sanayii A.Ş.
- Doğan Organik Ürünler
- Ditaş

### Finanse
- Ray Sigorta(inne języki)
- DD Konut Finansmanı
- Marbleton Property Fund

### Media

#### Gazety
- Hürriyet
- Referans(inne języki)
- Milliyet
- Radikal(inne języki)
- Posta
- Fanatik
- Vatan

#### Stacje radiowe
- Radyo D(inne języki)
- CNN Türk Radyo(inne języki)
- Slow Türk(inne języki)
- Radyo Moda(inne języki)

#### Kanały telewizyjne

##### Kanały Ogólne
- Kanal D
- Star TV
- CNN Türk

##### Kanały interaktywne
- FIX TV
- Home Shopping

##### Kanały tematyczne
- Dream TV(inne języki)
- Dream Türk TV(inne języki)
- Fenerbahçe TV(inne języki)
- Besiktas TV(inne języki)
- Galatasaray TV(inne języki)
- D Max
- D Yeşilçam
- D Plus
- D Çocuk(inne języki)
- D Spor(inne języki)
- T.A.Y TV
- Emlak TV
- Movie Smart
- Movie Smart 2
- Comedy Smart(inne języki)

##### Platforma telewizyjna
- D-Smart(inne języki)

##### Agencje prasowe
- DHA(inne języki)

### Turystyka
- Milta